# Banque de Sierra Leone
La Banque de Sierra Leone, est la banque centrale de Sierra Leone. Comme les autres banques centrales, sa mission première est de rechercher la stabilité financière du pays. Il n’est pas lié au Département du Trésor, car il s’agit d’une institution autonome.

## Histoire
Afin de créer une économie indépendante pour le nouveau pays, le gouvernement élabora une loi visant à créer une banque centrale et une nouvelle monnaie. La loi d'habilitation fut adoptée le 27 mars 1963 et la banque commença ses opérations le 4 août 1964. Parallèlement, le Leone fut introduit pour remplacer la livre sterling ouest-africaine, utilisant un système monétaire décimal.